# Bergia glomerata
Bergia glomerata là một loài thực vật có hoa trong họ Elatinaceae. Loài này được L.f. mô tả khoa học đầu tiên năm 1782.